# Ачитський міський округ
Ачи́тський міський округ (рос. Ачитский городской округ) — адміністративна одиниця Свердловської області Російської Федерації.
Адміністративний центр — селище міського типу Ачит.

## Населення
Населення міського округу становить 15792 особи (2018; 16807 у 2010, 19132 у 2002).

## Склад
До складу міського округу входять 54 населених пункти, які утворюють 11 територіальних відділів адміністрації:
| Населений пункт                        | Населення, осіб (2002) | Населення, осіб (2010) |
| -------------------------------------- | ---------------------- | ---------------------- |
| Арійський територіальний відділ        |                        |                        |
| Безгодова, присілок                    | 4                      | 6                      |
| Верхній Арій, присілок                 | 128                    | 96                     |
| Ільята, присілок                       | 57                     | 40                     |
| Нижній Арій, присілок                  | 451                    | 377                    |
| Судніцина, присілок                    | 101                    | 70                     |
| Афанасьєвський територіальний відділ   |                        |                        |
| Афанасьєвський, селище                 | 385                    | 264                    |
| Афанасьєвське, село                    | 1020                   | 925                    |
| Ключ, присілок                         | 1                      | 0                      |
| Осиплянський, селище                   | 12                     | 0                      |
| Осип, присілок                         | 58                     | 46                     |
| Рябчиково, селище                      | 5                      | 17                     |
| Сарга, присілок                        | 114                    | 70                     |
| Ачитський територіальний відділ        |                        |                        |
| Ачит, селище міського типу             | 5120                   | 4948                   |
| Кочкільда, присілок                    | 80                     | 64                     |
| Бакрязький територіальний відділ       |                        |                        |
| Бакряж, село                           | 720                    | 669                    |
| Биково, село                           | 303                    | 253                    |
| Дербушева, присілок                    | 1                      | 2                      |
| Великоутинський територіальний відділ  |                        |                        |
| Великий Ут, село                       | 549                    | 503                    |
| Волки, присілок                        | 3                      | 3                      |
| Єремієвка, присілок                    | 63                     | 35                     |
| Кіршовка, присілок                     | 12                     | 5                      |
| Колтаєва, присілок                     | 43                     | 24                     |
| Лузеніна, присілок                     | 33                     | 31                     |
| Лямпа, присілок                        | 194                    | 157                    |
| Малий Ут, присілок                     | 149                    | 117                    |
| Соснова Гора, присілок                 | 2                      | 1                      |
| Верхтісинський територіальний відділ   |                        |                        |
| Верх-Тіса, присілок                    | 338                    | 247                    |
| Давидкова, присілок                    | 118                    | 87                     |
| Руські Карші, присілок                 | 212                    | 107                    |
| Зоринський територіальний відділ       |                        |                        |
| Гайни, присілок                        | 479                    | 415                    |
| Зоря, селище                           | 802                    | 738                    |
| Зернобаза, селище                      | 12                     | 18                     |
| Ялим, присілок                         | 265                    | 193                    |
| Каргинський територіальний відділ      |                        |                        |
| Каргі, село                            | 565                    | 428                    |
| Кірчигаз, присілок                     | 102                    | 77                     |
| Комаровка, присілок                    | 0                      | 0                      |
| Теплий Ключ, присілок                  | 0                      | 0                      |
| Ключівський територіальний відділ      |                        |                        |
| Єманзельга, присілок                   | 139                    | 111                    |
| Катирева, присілок                     | 136                    | 87                     |
| Ключ, село                             | 322                    | 253                    |
| Коньовка, присілок                     | 129                    | 102                    |
| Корзуновський територіальний відділ    |                        |                        |
| Корзуновка, присілок                   | 296                    | 301                    |
| Первомайський, селище                  | 9                      | 3                      |
| Руськопотамський територіальний відділ |                        |                        |
| Алап, присілок                         | 4                      | 0                      |
| Артемійкова, присілок                  | 153                    | 112                    |
| Верхній Потам, присілок                | 370                    | 271                    |
| Марійські Карші, присілок              | 317                    | 269                    |
| Поєдуги, присілок                      | 2                      | 2                      |
| Руський Потам, село                    | 1174                   | 1024                   |
| Тюшинський територіальний відділ       |                        |                        |
| Зобніна, присілок                      | 7                      | 4                      |
| Ольховка, присілок                     | -                      | -                      |
| Сажина, присілок                       | 18                     | 19                     |
| Тюш, присілок                          | 241                    | 201                    |
| Уфімський територіальний відділ        |                        |                        |
| Уфімський, селище                      | 3314                   | 3015                   |

## Найбільші населені пункти
| № | Населений пункт | Населення, осіб (2002) | Населення, осіб (2010) |
| - | --------------- | ---------------------- | ---------------------- |
| 1 | Ачит            | 5 120                  | 4 948                  |
| 2 | Уфімський       | 3 314                  | 3 015                  |
| 3 | Руський Потам   | 1 174                  | 1 024                  |